# Róbert Bárány
Róbert Bárány (n. 22 aprilie 1876, Viena, Austro-Ungaria – d. 8 aprilie 1936, Uppsala Cathedral Assembly⁠(d), Uppsala län, Suedia) a fost un medic neurolog și fiziolog austro-ungar, de origine evreu, stabilit ulterior în Suedia, care, pentru cercetările sale privind fiziologia și patologia aparatului vestibular (urechea internă) primește în anul 1914 Premiul Nobel pentru Medicină.

## Viața
S-a născut la 22 aprilie 1876 la Viena (după unele surse la Rohonc sau Rechnitz în Burgenland) ca fiul cel mai mare dintre cei șase copii ai lui Ignác Bárány, administrator de fermă și funcționar de bancă evreu originar din Várpalota, Ungaria.
Mama sa, Maria Hock, a fost fiica unui om de știință din Praga.
În copilărie Robert a contractat o tuberculoză osoasă care i-a afectat unul din genunchi. Această invaliditate l-ar fi facut interesat de medicină.
A fost în școală un elev eminent, la fel s-a distins și mai târziu în studiile universitare. Intre anii 1894-1900 a studiat medicina la Universitatea din Viena. Apoi s-a specializat vreme de doi ani în medicină internă, neurologie și psihiatrie la clinicile universitare din Frankfurt am Main, Heidelberg și Freiburg im Breisgau
Ulterior a revenit la Viena, unde s-a specializat în chirurgie. În 1903 a fost angajat la clinica de otologie din Viena, condusă atunci de Adam Politzer, al cărui apropiat colaborator a devenit.

## Activitatea
Pe când era medic la Viena, Bárány a introdus, cu ajutorul unei seringi, un lichid în conductul auditiv extern al unui pacient ce suferea de vertigo pentru a-i ameliora suferințele. Dar tulburările nu au dispărut, dimpotrivă pacientul manifesta simptomele unui nistagmus.
La încălzirea lichidului injectat, mișcările oculare se produceau în sens invers. Astfel, Bárány emise ipoteza că endolimfa (care se cobora la temperaturi scăzute, iar la căldură se ridica) este cea care furnizează semnalul proprioceptiv
ercetările continuate i-au permis elaborarea unui tratament chirurgical pentru diverse tulburări ale organului vestibular.
Bárány a mai studiat și alte aspecte ale controlului echilibrului, cum ar fi funcțiile cerebelului.
Pentru contribuțiile sale în domeniul neurologiei și fiziologiei, lui Bárány i s-a decernat,în 1914, Premiul Nobel pentru Medicină.
La izbucnirea în același an a primului război mondial, a trebuit să-și întrerupă activitatea didactică și de cercetare și a fost recrutat ca medic militar la fortul Przemysl, la frontiera de est a Imperiului Austro-Ungar cu Rusia. Acolo a reusit sa continue a studia conexiunile aparatului vestibular cu sistemul nervos, de asemenea a inventat o tehnică chirurgicală îmbunătățită pentru tratamentul plăgilor provocate de gloanțe în creier. In aprilie 1915 a fost luat în captivitate de forțele ruse care au ocupat Przemysl și dus la Merv în Asia Centrală. Acolo  s-a aflat în condiții de insalubritate și s-a imbolnăvit de malarie, dar avut șansa, la inițiativa medicului militar șef din Merv, să i se dea posibilitatea de a practica chirurgia ORL, în care era expert. Tratându-l cu succes pe primarul localității și familia sa, a devenit un oaspete dorit in casa acestuia.
Știrea despre primirea premiului Nobel a primit-o în zilele prizonieratului în Rusia.
La intervenția prințului Carl al Suediei autoritățile țariste l-au eliberat în anul 1916 și au permis intoarcerea sa în patrie.
Acuzat fiind de plagiat de către unele cercuri medicale din Viena, cu toata ancheta efectuată și respingerea acuzațiilor de catre comisia Institutului Nobel, ca nefondate, Robert Barany a hotărât să emigreze în Suedia, unde a primit cetățenia și un post de profesor la Universitatea din Uppsala.
A avut trei copii, medici și ei: Ernst, farmacolog,  Franz -profesor de medicină internă, și Ingrid - psihiatră.  

Urechea medie şi internă cu nervii cranieni VII şi VIII.
1. Nervus vestibularis
2. Nervus cochlearis
3. Nervus facialis
4. curbura n.facial cu ggl. geniculi
5. Chorda tympani
6. Melcul
7. Canale semicirculare
8. Ciocănaş
9. Timpan
10. Canalul Eustachio

## Vezi și
- Știința și tehnologia în Ungaria